# 维尔松·艾哈迈迪
维尔松·艾哈迈迪（Vilson Ahmeti，1951年9月5日—），阿尔巴尼亚政治人物，第26任阿尔巴尼亚总理（1991年12月-1992年4月）。
1991年12月4日，民主党退出于利·布菲的联合政府，布菲宣布辞职，11日拉米兹·阿利雅总统任命上届政府食品工业部长、无党派人士维尔松·艾哈迈迪为新政府总理，授权他组阁，以暂时控制局面。1992年4月民主党获得大选胜利，亚历山大·梅克西接任总理。